# Trichogramma adashkevitshi
Trichogramma adashkevitshi är en stekelart som beskrevs av Sorokina 1984. Trichogramma adashkevitshi ingår i släktet Trichogramma och familjen hårstrimsteklar.
Artens utbredningsområde är Uzbekistan. Inga underarter finns listade i Catalogue of Life.